# Jon Gunn
Jon Gunn, né le 30 juin 1973, est un réalisateur et producteur américain.

## Filmographie

### Acteur
- 2000 : Mercy Streets (en) : Une victime
- 2014 : The Week de Jon Gunn et John W. Mann :
- 2014 : Loin de la foule déchaînée de Thomas Vinterberg : All Souls Vicar

### Producteur
- 2000 : Mercy Streets (en)
- 2001 : The Making of 'Mercy Streets
- 2004 : My Date with Drew
- 2005 : Expert Insight: Final Table Poker de Michael Keller
- 2006 : Expert Insight: Short Game Golf with Jim Furyk & Fred Funk de Michael Keller
- 2014 : The Week de Jon Gunn et John W. Mann

### Réalisateur
- 2000 : Mercy Streets (en)
- 2004 : My Date with Drew, documentaire coréalisé avec Brian Herzlinger et Brett Winn
- 2009 : Like Dandelion Dust (en)
- 2014 : The Week, coréalisé avec John W. Mann
- 2015 : Avez-vous la foi ? (Do You Believe?)
- 2017 : Jésus, l'enquête (The Case for Christ)
- 2024 : Ordinary Angels
- 2025 : The Unbreakable Boy (en)

### Scénariste
- 2000 : Mercy Streets (en)
- 2014 : The Week
- 2023 : Jesus Revolution de Jon Erwin